# Яковлева, Марина Александровна
Мари́на Алекса́ндровна Я́ковлева (род. 1 апреля 1959, Зима) — советская и российская актриса, телеведущая. Заслуженная артистка Российской Федерации (2000). Член партии «Единая Россия» (член с 2008).

## Биография
Родилась 1 апреля 1959 года в Зиме — райцентре Иркутской области. 
В школе она была отличницей, её все уважали. До седьмого класса Марина не мечтала стать актрисой, но кино увлекалась, собирала открытки с актёрами. Девочка воспитывалась на советском кино, и ей нравились неординарные актрисы: Надежда Румянцева, Нонна Мордюкова, Инна Чурикова. С большим удовольствием смотрела военные фильмы. Решение стать актрисой возникло у Марины лишь в старших классах. Как-то в школе она посмотрела фильм «Горячий снег», и так тронула её эта история — и любовь там, и героизм, и наши победили! И ей тут же захотелось стать артисткой.
В 1980 году окончила Государственный институт театрального искусства им. А. В. Луначарского (ГИТИС, курс Б. Бибикова и С. Глушанского).
С 1982 года — актриса киностудии им. М. Горького. Режиссёры все чаще стали приглашать её на главные роли. В киноповести Александра Миндадзе «Предел желаний» она сыграла воспитательницу детского сада Веру, в музыкальной комедии Владимира Гориккера «Серебряное ревю» — солистку балета на льду, фантазерку и мечтательницу Лену, в социальной мелодраме Андрея Бенкендорфа «Благие намерения» — Надежду, воспитательницу младшей группы школы-интерната в провинциальном городе. Как правило, героини Яковлевой — веселые, целеустремленные и, конечно же, красивые девушки, влюбленные в свою профессию. Тогда же сыграла роль учительницы в журнале «Ералаш» (сюжет «Давай меняться»).
В 1989—1990 годах — актриса театра «Школа современной пьесы» под руководством И. Райхельгауза.
С 1991 года — актриса Нового драматического театра. Но в 2004 году после смерти мастера актриса покинула театральный коллектив и стала появляться исключительно в антрепризных постановках: «Идеальная жена»; «Незамужняя женщина»; «Кадриль»; «У перекрёстка»; «Сыновья его любовницы»; «Хочу на Сейшелы» и «Замужние невесты».
Сыграла первую большую роль в фильме «Ветер странствий» (Марфутка).
В титрах некоторых фильмов указывалась как Марина Яковлева-Ростоцкая.
Чтобы обеспечивать детей, в 90-х она, будучи известной актрисой, работала даже Снегурочкой на ёлках.
Помимо работы в театре и кино, вела в 2000—2001 годах на телевидении рубрику «Полезные советы» в программе ТНТ «Из жизни женщины».
В 2002 году в автомобильной аварии получила переломы тазовых костей. Актриса с трудом, но восстановилась после операции.
В 2008 году стала членом партии «Единая Россия».
С 2011 года была ведущей программы «Новое утро» на ТВ-7.
С 2015 года совместно с Анной Березиной ведёт программу «Дамский калейдоскоп» на телеканале «РазТВ».

## Личная жизнь
- Первый муж — Андрей Ростоцкий (1980—1983).
- Второй муж — Валерий Сторожик (развелись в 1991).
  - Дети — Фёдор (род. 1987), Иван (род. 1989).

Подруга — Алёна Хмельницкая (род. 12 января 1971) — советская и российская актриса театра и кино, телеведущая.

## Творчество

### Роли в театре

#### Независимый театральный проект
- 2003 — «Девичник. Посиделки с антрактом»[2] по пьесе Лора Ш. Каннигем — Клер

### Фильмография
1. 1978 — Ветер странствий — Марфутка
2. 1978 — Срочный вызов — Ксения
3. 1979 — Взлёт
4. 1979 — Моя Анфиса — Вера
5. 1979 — Прилетал марсианин в осеннюю ночь
6. 1979 — Сцены из семейной жизни — Катя Мартынова
7. 1980 — Гражданин Лёшка — Лариса
8. 1980 — Иначе нельзя — Феня
9. 1980 — Однажды двадцать лет спустя — Наташа, учительница, старшая дочь Кругловых
10. 1980 — Эскадрон гусар летучих — барышня на балу
11. 1980 — Корпус генерала Шубникова — старший сержант медицинской службы Маша Гаврилова
12. 1981 — Вакансия — Полинька
13. 1981 — Люди на болоте — Хадоська
14. 1981 — Сашка — Зина
15. 1981 — Цыганское счастье — Варька
16. 1981 — Шестой — Елизавета
17. 1982 — Предел желаний — Вера Аникина, воспитательница детского сада
18. 1982 — Серебряное ревю — Лена
19. 1982 — Дыхание грозы — Хадоська
20. 1982 — Анна Павлова — эпизод
21. 1983 — Водитель автобуса — Света
22. 1983 — Здесь твой фронт — Зинаида Маркелова
23. 1983 — Карантин — мама мальчика
24. 1983 — Молодые люди — Оля
25. 1983 — Обрыв — Марфинька
26. 1983 — Петля — Вера Топилина
27. 1983 — Утро без отметок — учительница Людмила Ивановна
28. 1983 — Признать виновным — Сафонова
29. 1984 — Благие намерения — Надежда, воспитательница
30. 1984 — Продлись, продлись, очарованье... — Люба
31. 1984 — За ночью день идёт — Женя Батюк
32. 1984 — Меньший среди братьев — Дорогавцева
33. 1984 — Дорога к себе — Клава
34. 1985 — Говорит Москва — Наташа Орлова
35. 1985, 1995 и 2014 — Ералаш — Мария Степановна, учительница русского языка и литературы (выпуск №48, эпизод «Давай меняться»), учительница русского языка и литературы («Сенсация») и Мария Владимировна, учительница русского языка и литературы («Сколько лет, сколько зим...»)
36. 1985 — Друзей не выбирают — Аня
37. 1985 — Матрос Железняк — Любка
38. 1985 — После дождичка в четверг — Жар-птица
39. 1985 — Снайперы — Надя Веткина
40. 1985 — Тайна золотой горы — Даша
41. 1985 — Зловредное воскресенье — учительница Любовь Ивановна
42. 1985 — Далёкий голос кукушки — Ксеня Ясько
43. 1986 — 55 градусов ниже нуля — Ася, жена Дмитрия
44. 1986 — Капабланка — Вера
45. 1986 — Михайло Ломоносов — Матрёна
46. 1986 — Наградить (посмертно) — Лёлька-воровка
47. 1986 — Сентиментальное путешествие на картошку
48. 1988 — Все кого-то любят — Катя
49. 1988 — Раз, два — горе не беда! — Принцесса Мария-Луиза Ивановна
50. 1989 — Стеклянный лабиринт — Надька
51. 1990 — Система «Ниппель» — уборщица в исполкоме
52. 1990 — Стервятники на дорогах — Ира
53. 1991 — Жажда страсти — первая горничная
54. 1992 — Билет в красный театр, или Смерть гробокопателя — продавщица
55. 1994 — Один посреди России
56. 1994 — Тень Алангасара — Дыдык
57. 1995 — Маша и звери
58. 1996 — Клубничка — Маша
59. 1999 — Как сфотографировать жену, чтобы она не обиделась — жена
60. 1999 — Очаровательные негодники
61. 1999 — Шутить изволите?
62. 2000 — Лестница в небеса
63. 2001-2004 — Дружная семейка (телесериал) — Наташа
64. 2001-2008 — Тайны дворцовых переворотов. Фильмы 3-7 — Марфа Остерман
65. 2002 — Марш славянки — Светлана, мать солдата Саши
66. 2002 — Русские амазонки — Лиза
67. 2002 — За кулисами — Валя
68. 2002-2004 — Тайный знак — Ирина Петровна Швиденко, мать Екатерины Александровны
69. 2002 — Упасть вверх — Светка
70. 2002 — «Черёмушки»
71. 2003 — История весеннего призыва
72. 2003 — Огнеборцы — Валькирия
73. 2003 — Тотализатор
74. 2003 — Участок — Желтякова
75. 2004 — Даша Васильева. Любительница частного сыска 2 — Катя Виноградова
76. 2004 — Афромосквич — мама
77. 2004 — Диверсант — Клава
78. 2004 — Лабиринты разума — Пазл
79. 2004 — Московская сага — Агаша
80. 2004 — По ту сторону волков-2 — Акулова
81. 2004 — Нечаянная радость — Зина
82. 2005 — Сыщики-4 — Любовь Караваева
83. 2005 — Я не вернусь
84. 2005 — Никогда не разговаривайте с неизвестными — Алевтина, жена Осколкина
85. 2006 — Аэропорт-2 — Анастасия Николаевна, мать Наташи
86. 2006 — Бомж — Тамара
87. 2006 — Грозовые ворота — Рая
88. 2006 — Сёстры по крови (телесериал) — Анжела
89. 2007 — Жизнь врасплох — Ольга, мать Маши
90. 2007 — Ирония судьбы. Продолжение — жена обывателя
91. 2007 — Смокинг по-рязански — Любовь Никитична, мать Инны
92. 2008 — Тяжёлый песок — Катруся
93. 2008 — Выбор моей мамочки — Людмила Борисовна, мать Нины
94. 2008 — Москва улыбается — соседка
95. 2008 — Застава Жилина — мать Лизы Савиной
96. 2008 — Своя правда — мать Марины
97. 2008 — Шальной ангел (телесериал) — Лидия
98. 2009 — Легенда об Ольге
99. 2009 — Первая попытка — мать Сони
100. 2009 — Женщина желает знать… — Кира
101. 2009 — Хозяйка тайги — Зоя
102. 2010 — Анжелика — Катерина, мать Юли
103. 2010 — Маруся (телесериал) — тётя Паша
104. 2010 — Стройбатя — Жанна Васильевна Архипова
105. 2010 — Судьбы загадочное завтра — мать Ивана
106. 2010 — Была любовь — мать Ани
107. 2010 — Катино счастье — мать Кати
108. 2011 — Гюльчатай — Галина Тимофеевна
109. 2011 — Чужие мечты — Елена Васильевна, мать Алексея
110. 2012 — Подари мне воскресенье — тётя Лена
111. 2012 — Последняя жертва — Нина Ивановна, мать Юли
112. 2013 — Гюльчатай. Ради любви — Галина Тимофеевна, мать Вити
113. 2013 — До смерти красива — Татьяна Николаевна
114. 2013 — Поговори со мною о любви — Наталья Фёдоровна Петрунина
115. 2013 — Любовь — не картошка — Лизка
116. 2014 — В спорте только девушки — мама Феди
117. 2014 — Женщины на грани — Клавдия Фаддеевна
118. 2014 — Мой любимый папа — Надежда Васильевна
119. 2014 — Частный детектив Татьяна Иванова — Шура Шубина
120. 2014 — Чужая жизнь — Татьяна Калашникова, мать Зои
121. 2015 — Мамочки — Белоусова, мать Ани
122. 2016 — Двойная жизнь — Ольга Петровна
123. 2016 — Жемчуга — няня
124. 2017 — Серебряный бор — Валентина
125. 2018 — Старушки в бегах — Катерина Львовна
126. 2018 — Сезон дождей — Валентина, соседка Веры
127. 2019 — Старушки в бегах-2 — Катерина Львовна
128. 2019 — Убойные вести из Чухломы
129. 2021 — Скорая помощь-4
130. 2021 — Старушки в снегах — Катерина Львовна
131. 2022 — Земский доктор. Восемь лет спустя  — Антонина Викторовна, жена Егора
132. 2023 — Баба Мороз и тайна Нового года
133. 2023 — Моя ужасная сестра-2 — Надежда Петровна, мама Максима
134. 2023 — СуперИвановы  — Римма
135. 2024 — Тоша-мамонтоша (короткометражный)

## Признание и награды
- Заслуженная артистка России (2000) — за заслуги в области искусства[3]
- Диплом КФ в Хмельницком (1985, за роль в фильме «Благие намерения»).
- Приз за лучшую женскую роль на ВКФ «Сказка» во Фрунзе (1986, за роль в фильме «После дождичка, в четверг»)
- Специальный приз Гильдии киноведов и кинокритиков России на КФ «Созвездие» (1995, за роль в фильме «Тень Алангасара»)
- Приз за лучшее исполнение женской роли на КФ «Артек» (1996, за роль в фильме «Маша и звери»)
- Приз за лучшую женскую роль второго плана на МКФ «Стожары» в Киеве (2002, за роль в фильме «Упасть вверх»)